# Smart Wallet
Ein Smart Wallet ist eine verbesserte Art von Geldbörse mit Zusatzfunktionen wie Kartenaufklappmechanismus (Karten-Pop-Up), NFC/RFID-Sicherheit und GPS-Ortung. Die Idee hinter einem Smart Wallet ist es, eine bessere Organisation und Schutz der persönlichen Karten, die Ortung der Geldbörse, sowie den Schutz vor Datendiebstahl bereitzustellen.

## Karten-Pop-Up
Ein markantes Merkmal eines Smart Wallets ist sein Karten-Pop-Up-Mechanismus. Dies ermöglicht es dem Benutzer, eine Übersicht über alle seine Karten zu erhalten, indem er einen Knopf drückt. Durch den Pop-Up werden die Karten sichtbar gemacht und leichter herausnehmbar, was Zeit und Frustration für den Benutzer und seine Mitmenschen spart.

## RFID-Blockiersystem
Radio Frequency Identification (RFID) ist eine Technologie, die Daten mittels elektromagnetischer Wellen zwischen einem Reader und einem Transponder austauscht. Viele Karten, einschließlich Bank- und Personalausweiskarten, enthalten RFID-Chips mit sensiblen Informationen. Leider können andere Personen mithilfe von RFID-Lesegeräten diese Daten aus einer gewissen Entfernung ausspionieren und kopieren.
Ein Smart Wallet mit einem integrierten RFID-Blockiersystem schützt die persönlichen Daten des Benutzers vor solchen Angriffen. Diese Funktion wird erreicht, indem das Smart Wallet eine Abschirmung bereitstellt, die es Lesegeräten unmöglich macht, auf die Daten auf den Karten zuzugreifen.

## NFC
Die NFC-Funktion (Near Field Communication) ist ein weiteres wichtiges Merkmal, das einige Smart Wallets bieten. Diese Funktion ermöglicht es dem Benutzer, Zahlungen sicher und schnell ohne das Herausnehmen von Bargeld oder Karten durchzuführen. Der Benutzer kann einfach das Smart Wallet an einen NFC-fähigen POS-Terminal halten, um eine Zahlung zu tätigen. Die NFC-Technologie ist sicher und benutzerfreundlich, da sie eine schnelle und einfache Übertragung von Daten ermöglicht, ohne dass eine Verbindung zum Internet oder eine andere Datenquelle erforderlich ist.

## GPS-Ortung
GPS-Ortung ist eine Funktion, die in einigen Smart Wallets integriert werden kann. Diese Funktion ermöglicht es dem Benutzer, das Smart Wallet jederzeit zu orten, indem er es mit seinem Smartphone oder Computer verknüpft. Wenn das Smart Wallet verloren geht oder gestohlen wird, kann der Benutzer es mit Hilfe der GPS-Ortung leicht wiederfinden. Diese Funktion ist besonders hilfreich, da es häufig vorkommt, dass Geldbörsen verloren gehen oder gestohlen werden. Mit der GPS-Ortung kann der Benutzer das Smart Wallet einfach und schnell aufspüren, ohne große Mühen aufwenden zu müssen.